# Arne Berggren
Arne Berggren född 26 oktober 1960 i Oslo, är en norsk författare och musiker.
Berggren har skrivit romaner, barn- och ungdomsböcker, läroböcker och essäsamlingar. Han debuterade som författare 1991, med Frøken brenner en novellsamling för ungdom. Året efter fick han Kritikerpriset för romanen Stillemannen- historien om et drap.  Hans ungdomsböcker är översatta till danska, svenska, tyska och nederländska. Hans skådespel har blivit uppförda på scener i Oslo och Bergen, och han har skrivit manus till TV-serier och filmer. Som musiker skriver han låtar för och utgör den ena parten av duon Dronning Mauds Land och har också varit med i bland annat The Tunicates, Lumbago som (batterist) och Beranek band.
Han debuterade på scenen med dansaren/koreografen Sigrid Edvardsson 2004 och har sedan dess gjort både stand up och spelat småroller i tv-serier. Han samarbetar med Sigrid Edvardsson under namnet Edvardsson & Berggren, ett projekt i skärningspunkten mellan dans, litteratur och teater.